# Jean Ier de Żagań
Jean Ier de Żagań (polonais : Jan I żagański) (né vers 1385 – 12 avril 1439) fut duc de Żagań-Głogów. À partir de 1397 jusqu'en 1412 conjointement avec ses frères duc de la moitié de Głogów, depuis 1413 duc de Żagań, Krosno Odrzańskie et Świebodzin avec ses frères et corégents et enfin de 1413 jusqu'à sa mort seul duc de Żagań et Przewóz.

## Biographie
Jean est le fils ainé de Henri VIII le Moineau, duc de Głogów et de son épouse Catherine, fille de Ladislas II d'Opole. Lors de la mort de Henri VIII le 14 mars 1397 ses fils sont mineurs. Le duc Robert Ier de Legnica prend la régence de Głogów jusqu'en 1401, quand Jean Ier devenu majeur assume formellement la régence de ses jeunes frères Henri IX l'Ancien, Henri X Rumpold et Venceslas et commence son règne personnel sur Szprotawa, Przemków, Sulechów, 1/2 de Głogów, et Bytom Odrzański.
En 1403 Hedwige de Legnica veuve de leur oncle Henri VI l'Aîné renonce à son douaire ou Oprawa wdowia constitué de Żagań, Krosno Odrzańskie et Świebodzin et Jean Ier et ses frères règnent conjointement sur ces possessions. Grâce au Privilège du Prince-électeur Rodolphe III de Saxe-Wittemberg en 1408 il peut maintenir provisoirement l'unité du duché malgré les protestations de ses frères qui réclament d'obtenir leurs propres domaines. Finalement en 1412 la partage intervient : Jean Ier conserve Żagań, et une année plus tard en 1413 il prend également possession du duché de Przewóz, à la frontière germano-polonaise du fait de son mariage avec Scholastika, une fille de l’Électeur Rodolphe III de Saxe.
Après l'extinction de la lignée principale des ducs Legnica en 1419, Jean Ier joue un rôle important à la demande de plusieurs cités de Basse-Silésie : il prend l'initiative de créer une organisation destinée à combattre les brigands qui rendaient les routes peu sures et attaquaient régulièrement les villes et les monastères. Jean I paie loyalement ses contributions de vassal du roi de Bohème, et par conséquent en 1420 il prend part aux expéditions de Sigismond de Luxembourg contre les Hussites, et le 28 juillet de cette même année assiste à son couronnement comme roi de Bohême à Prague.
Trois ans après, Jean participe avec ses frères aux négociations entre l'Empereur et les Chevaliers Teutoniques à Bratislava en Haute-Hongrie dans l'actuelle Slovaquie où une intervention militaire commune est décidée contre le royaume de Pologne. Cependant du fait des difficultés croissantes de l'Empereur avec les Hussites et parce que l'Ordre Teutonique demandait la cité de Kežmarok en échange de son aide, l'entrevue reste sans suite. 
Les combats contre les Hussites occupent les années 1427-1428, quand avec son frère Henri IX le 1er novembre 1428 il défont une armée hussite lors de la bataille de Kratzau. En 1429 Jean Ier se rend avec l'Empereur à Łuck, en Lituanie, et il prend part à l'assemblée dans laquelle la décision de couronner comme roi le Grand-Prince Vytautas le Grand est prise. À la même époque du fait de la progression du pouvoir des Hussites en Silésie, le duc de Żagań décide de leur verser une forte contribution, afin d'assurer la sauvegarde de ses domaines. Il semble que quelque temps auparavant Jean Ier avait commencé à soutenir secrètement le mouvement hussite et ses idées révolutionnaires notamment à l'encontre de l'Église catholique. 

Le 19 avril 1433, avec son frère Henri IX l'Ancien et les ducs d'Oleśnica, il se rend à Kalisz, où il promet au roi de Pologne Władysław II Jogaila sa participation dans une expédition envisagée avec les Hussites contre les Teutoniques. Cette action semble uniquement motivée par son désir de sauvegarder son duché contre les attaques des Hussites en cas de guerre.
Après la mort de l'Empereur Sigismond Ier, Jean Ier soutient le parti de son gendre Albert V de Habsbourg, et le 3 décembre 1438 il lui rend l'hommage féodal à Wroclaw. En récompense de sa loyauté le nouveau roi accorde à Jean Ier plusieurs bénéfices importants dont le droit de frapper monnaies dans les cités de Szprotawa et Żagań.
Jean Ier fait preuve d'une extrême rigueur vis-à-vis de ses sujets ce qui provoque un conflit avec l'Ordre des Augustiniens de Żagań. Un moment, il capture même l'abbé du monastère Henri et le fait aveugler, ce qui entraine son excommunication. Du fait de ces événements, les sources contemporaines le décrivent comme un homme cruel et même un sadique et sont à l'origine de sa réputation détestable, notamment le « Roczniku Głogowskim » qui évoque ses pratiques sexuelles envers son épouse Scholastique de Wettin. Cette dernière, incapable de supporter le traitement brutal que lui inflige son mari, tente de s'échapper de Żagań. Cependant elle est capturée et confinée par ordre de Jean dans son douaire à Nowogród Bobrzański sans avoir le droit de revenir au château ou même à la capitale du duché. Jean Ier meurt le 12 avril 1439, et il est inhumé dans le mausolée ducal de l'église des Augustiniens de Żagań.

## Union et postérité
Vers 1405/1409, Jean Ier épouse Scholastique de Wettin (Scholastika) (née 1391/1395 – † 12 mai 1461/1463), fille de Rodolphe III de Saxe Prince-Electeur de Saxe. Scholastique se retire à Nowogród Bobrzański, car ce domaine lui a été accordé par son époux comme douaire ou Oprawa wdowia. Elle y règne jusqu'à sa mort. Ils ont dix enfants : 
- Anne (née vers 1408/1418 – † 4 novembre 1437), épouse 1424/1434 le comte Albert VIII de Lindow-Ruppin († 1460);
- Hedwige (née 1410/1422 – † 14 mai 1497), épouse vers le 11 mars 1434 le Prince Bernard VI d'Anhalt-Bernbourg († 2 février 1468) ;
- Balthazar ;
- Rodolphe ;
- Marguerite (née vers 1415/1425 – † 9 mai 1491), épouse d'abord vers 1435 le comte Volrad II de Mansfeld († 1450), puis le comte Henri XI de Honstein-Wittenberg († 1454) et enfin vers le 27 juin 1457 le duc Henri III de Brunswick-Grubenhagen († 1464) ;
- Barbara (née vers 1420/1430 † entre le 31 janvier et le 28 juillet 1476) ;
- Scholastika (née 1420/1430 – † vers 1489).
- Agnès (née vers 1430/1439 – † entre 1er février et le 6 décembre 1473) ;
- Venceslas ;
- Jean II le Fou.

## Sources
- (en) Cet article est partiellement ou en totalité issu de l’article de Wikipédia en anglais intitulé « Jan I of Żagań » (voir la liste des auteurs).
- (de) Europäische Stammtafeln Vittorio Klostermann, Gmbh, Francfort-sur-le-Main, 2004  (ISBN 3465032926),  Die Herzoge von Glogau †1476, und Sagan †1504 des Stammes der Piasten  Volume III Tafel 13.
- (en) & (de) Peter Truhart, Regents of Nations, K. G Saur Münich, 1984-1988 (ISBN 359810491X), Art. « Sagan (Pol. Zagan) », p.  2.454-2455.
- (de) Historische Kommission für Schlesien (Hrsg.): Geschichte Schlesiens, Bd. 1, Sigmaringen 1988,  (ISBN 3-7995-6341-5),p. 183, 190, 197 et suivantes., 202, 206 et 222.
- (de) Hugo Weczerka (Hrsg.): Handbuch der historischen Stätten. Schlesien. Kröner, Stuttgart 1977,  (ISBN 3-520-31601-3), Tableau généalogique p. 594–595.